# Leucoglossum durandii
Leucoglossum durandii är en svampart som först beskrevs av Teng, och fick sitt nu gällande namn av Sanshi Imai 1942. Leucoglossum durandii ingår i släktet Leucoglossum och familjen Geoglossaceae.   Inga underarter finns listade i Catalogue of Life.